# Clapra uzza
Clapra uzza är en fjärilsart som beskrevs av William Schaus 1911. Clapra uzza ingår i släktet Clapra och familjen nattflyn. Inga underarter finns listade i Catalogue of Life.